# Wojnicz (gmina)

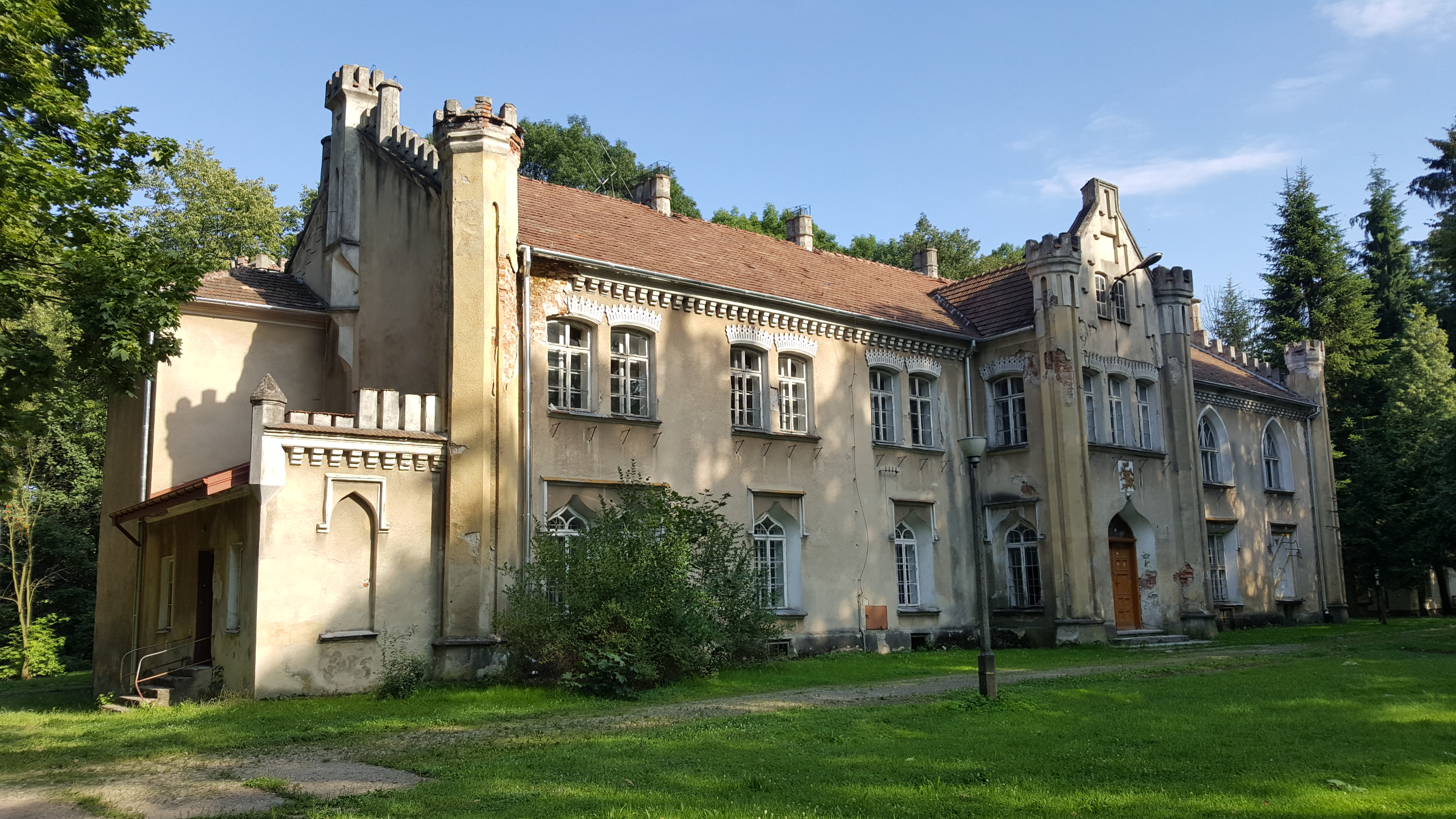
Pałac Dąmbskich w Wojniczu

Wojnicz – gmina miejsko-wiejska w województwie małopolskim, w powiecie tarnowskim. W latach 1975–1998 gmina położona była w województwie tarnowskim.
Siedziba gminy to Wojnicz.
Według danych z 31 grudnia 2008 gminę zamieszkiwało 13 156 osób. Natomiast według danych z 31 grudnia 2017 roku gminę zamieszkiwały 13 472 osoby.

## Struktura powierzchni
Według danych z roku 2002 gmina Wojnicz ma obszar 78,55 km², w tym:
- użytki rolne: 64%
- użytki leśne: 24%

Gmina stanowi 5,55% powierzchni powiatu.

## Demografia

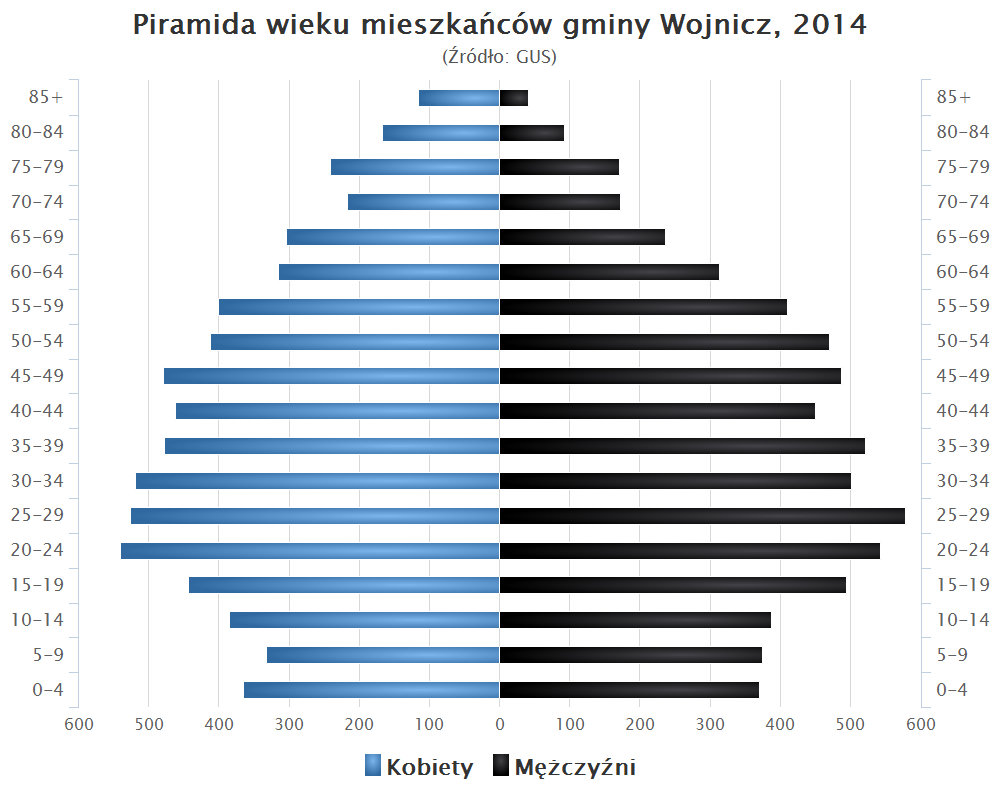
Piramida wieku mieszkańców gminy Wojnicz w 2014 roku

Dane z 31 grudnia 2008:
| Opis                              | Ogółem | Ogółem | Mężczyźni | Mężczyźni | Kobiety | Kobiety |
| --------------------------------- | ------ | ------ | --------- | --------- | ------- | ------- |
| Jednostka                         | osób   | %      | osób      | %         | osób    | %       |
| Populacja                         | 13 156 | 100    | 6521      | 49,6      | 6635    | 50,4    |
| Gęstość zaludnienia [mieszk./km²] | 167,5  | 167,5  | 83,0      | 83,0      | 84,5    | 84,5    |

## Sołectwa
Biadoliny Radłowskie, Dębina Łętowska, Dębina Zakrzowska, Grabno, Isep, Łopoń, Łukanowice, Milówka, Olszyny, Rudka, Sukmanie, Wielka Wieś, Więckowice, Zakrzów.

## Sąsiednie gminy
Borzęcin, Dębno, Pleśna, Tarnów, Wierzchosławice, Zakliczyn